# Ahvenjärvi (sjö i Finland, Norra Österbotten, lat 64,17, long 26,25)
Ahvenjärvi är en sjö i Finland. Den ligger i kommunen Siikalatva i landskapet Norra Österbotten, i den centrala delen av landet, 400 km norr om huvudstaden Helsingfors. Ahvenjärvi ligger 152 meter över havet. Den ligger vid sjön Lievosenjärvi. I omgivningarna runt Ahvenjärvi växer i huvudsak blandskog. Arean är 25,8 hektar och strandlinjen är 2,2 kilometer lång. Sjön  ingår i Siikajokis huvudavrinningsområde. 